# Mark 15 (torpedo)

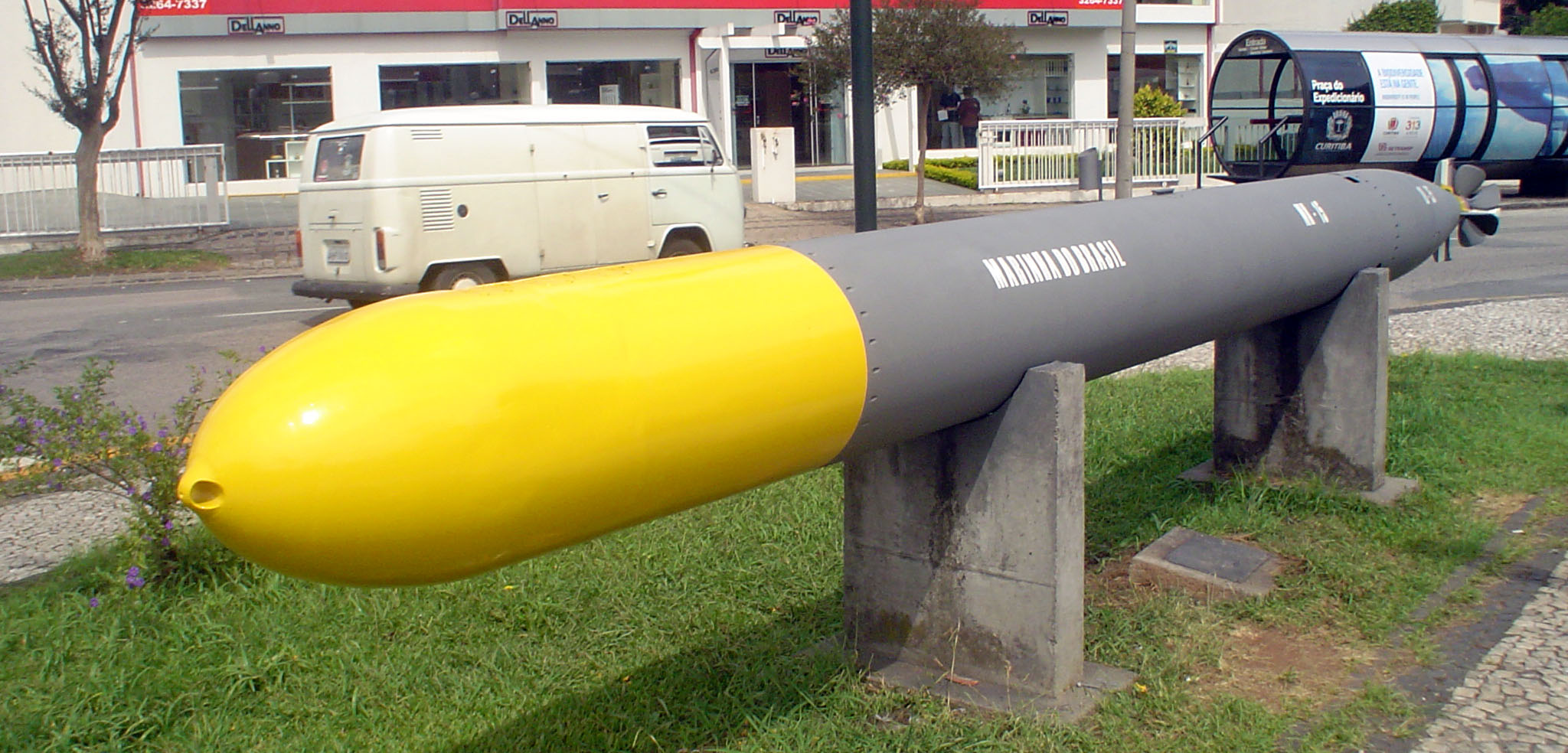
Torpedo MK 15 MOD III no Museu do expedicionário - Curitiba- PR - Brasil

O Mark 15 foi um torpedo de superfície padrão dos EUA na Segunda Guerra Mundial. Era muito semelhante em design ao torpedo  Mark 14, exceto que ele era maior, mais leve, tinha maior alcance e uma ogiva maior. Durante a guerra 9700 unidades foram produzidas. Foi produzido também no Brasil, no ano de 1954, tendo uma série de cinco modelos.
O Mark 15 sofreu os mesmos problemas básicos de design que assolaram o Mark 14 nos vinte primeiros meses após a entrada dos EUA na Guerra, embora os problemas não tenham sido notados tão rapidamente pelas equipes dos contratorpedeiros. Os torpedos de superfície são muito utilizados em períodos de guerra, pois quando detonados podem confundir o oponente no campo de batalha, o que proporciona chances de manobras que evitariam contra-ataques. Torpedos bem sucedidos são difíceis de estimar sob estas circunstâncias.

## No Brasil
Antes da Segunda Guerra, a Marinha do Brasil já possuía uma coleção variada de torpedos, de diferentes idades e origens, sem padronização. Durante a Segunda Grande Guerra, uma comissão da marinha determinou que o Brasil precisava uma fábrica própria de torpedos.
Não havia, porém, nenhum modelo a ser seguido para começar a fabricação desse tipo de armamento em solo brasileiro. Tentou-se copiar um torpedo existente na Marinha, o Weymonth, do Navio-Escola-Almirante Saldanha, mas o projeto não fazia sentido tecnicamente, portando a ideia foi descartada pelos desenvolvedores do projeto.
Em uma encomenda de contratorpedeiros da classe Javari na Inglaterra, foram entregues juntos à ordem de recebimento, planos dos torpedos ingleses que os navios possuíam, a partir deles, foi decidido não construir um torpedo completo, mas sim partes dele. No dia 16 de Setembro de 1943, fez-se funcionar uma máquina propulsora do torpedo Weymonth no Brasil. Nesse período de testes, o Almirante Jonas Ingram, Comandante na época da Quarta Esquadra Norte Americana, que visitava o Rio de Janeiro, viu o funcionamento dessa aparelhagem e ficou impressionado com o que os engenheiros brasileiros conseguiram fazer sozinhos, sem ajuda do estrangeiro e prometeu obter desenhos de um torpedo moderno para a artilharia da Marinha Brasileira. Ele cumpriu a promessa entregando as especificações do torpedo MK-XV MOD III.  Os torpedos foram produzidos na fábrica de torpedos, localizada na Ponta da Armação, que começou a operar em 7 de Fevereiro de 1945.
O primeiro torpedo do modelo MK-XV MOD III, de uma série de cinco, foi testado no mar no dia 19 de Outubro de 1954 e foi dado como um sucesso. Os outros três foram testados no ano seguinte, no dia 20 de Abril, apenas o MOD I não foi testado. Fabricaram um primeiro lote e se planejava o segundo, entretanto só 17 chegaram ao estágio operacional.
A Marinha decidiu continuar com a produção do MK-XV, e também fabricá-lo para submarinos. Muitos planejamentos foram negados pelos Estados Unidos, mas depois de vários estudos chegou-se à conclusão de continuar a produção em cima do modelo de um dos torpedos dos submarinos da classe Tupi, pois eram semelhantes aos MK-XVs, só precisavam de alguns ajustes técnicos.
A Fábrica de Torpedos brasileira encerrou suas atividades logo depois.

## Ver Também
- Museu do Expedicionário
- Museu da Força Expedicionária Brasileira (Petrópolis)
- Cronologia do Brasil durante a Segunda Guerra Mundial